# Нефёдовский сельский округ
Нефёдовский сельский округ — упразднённая административно-территориальная единица, существовавшая на территории Серпуховского района Московской области в 1994—2006 годах.
Нефёдовский сельсовет был образован в первые годы советской власти. По данным 1921 года он входил в состав Пригородной волости Серпуховского уезда Московской губернии.
В 1923 году к Нефёдовскому с/с был присоединён Новоселковский с/с.
В 1926 году Нефёдовский с/с включал 1 населённый пункт — деревню Нефёдово.
В 1929 году Нефёдовский с/с был отнесён к Серпуховскому району Серпуховского округа Московской области.
5 января 1931 года Нефёдовский с/с (селение Нефёдово) был передан в административное подчинение городу Серпухову, но уже 16 мая 1931 года возвращён обратно в Серпуховской район.
14 июня 1954 года к Нефёдовскому с/с были присоединены Ивановский и Каменский с/с.
1 февраля 1963 года Серпуховский район был упразднён и Нефёдовский с/с вошёл в Ленинский сельский район. 11 января 1965 года Нефёдовский с/с был возвращён в восстановленный Серпуховский район.
11 сентября 1967 года из Нефёдовского с/с в черту города Серпухова было передано селение Ивановский Дворик
3 февраля 1994 года Нефёдовский с/с был преобразован в Нефёдовский сельский округ.
В ходе муниципальной реформы 2004—2005 годов Нефёдовский сельский округ прекратил своё существование как муниципальная единица. При этом все его населённые пункты были переданы в сельское поселение Васильевское. К началу проведения муниципальной реформы в состав округа входили следующие населенные пункты:
- Воздвиженка
- посёлок дома отдыха «Авангард»
- Ивановское
- Каменка
- Лукино
- Нефедово

29 ноября 2006 года Нефёдовский сельский округ исключён из учётных данных административно-территориальных и территориальных единиц Московской области.